# Трогон малабарський
Трогон малабарський (Harpactes fasciatus) — вид трогоноподібних птахів родини трогонових (Trogonidae). Мешкає в Індії та на Шрі-Ланці.

## Опис

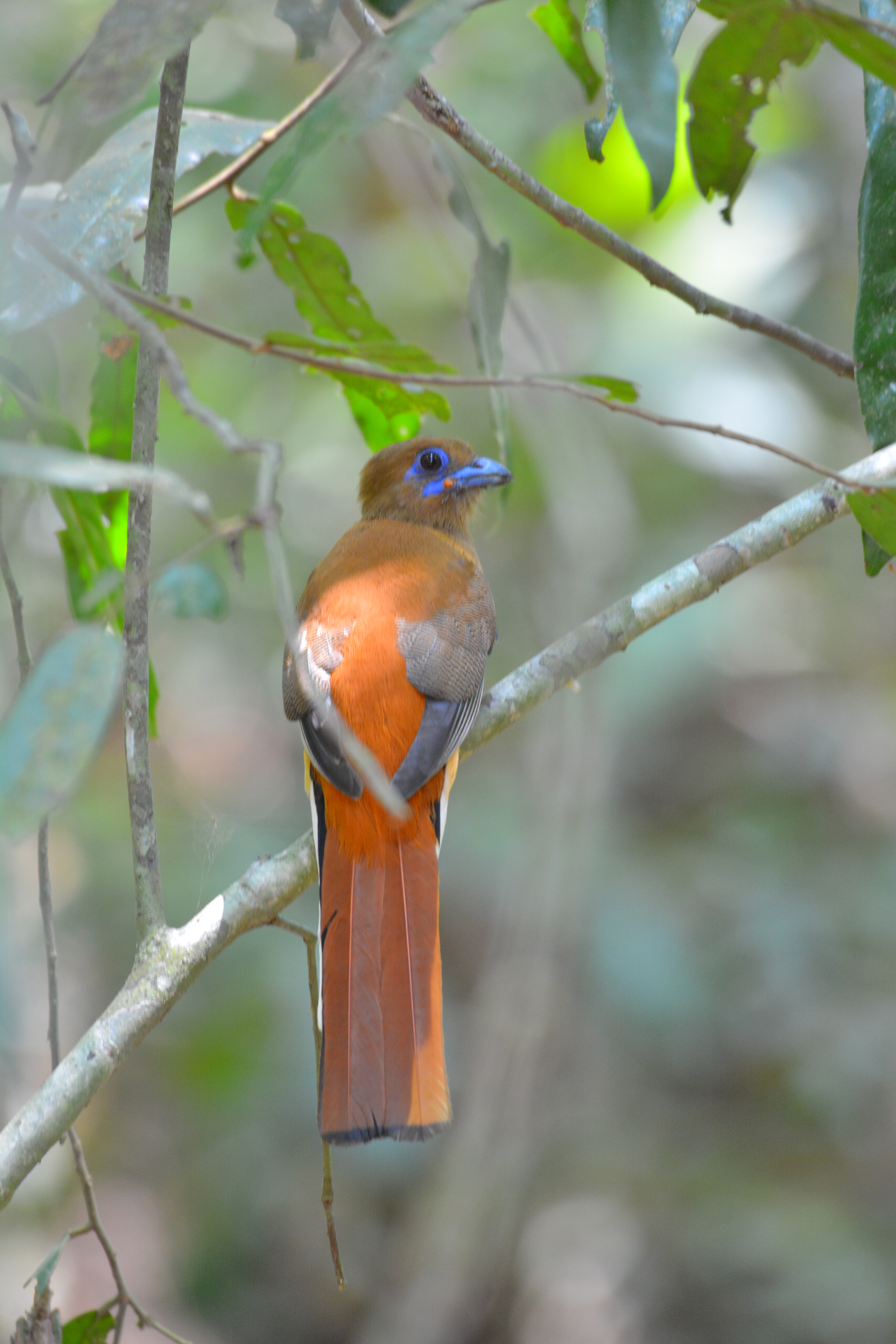
Самиця малабарського трогона

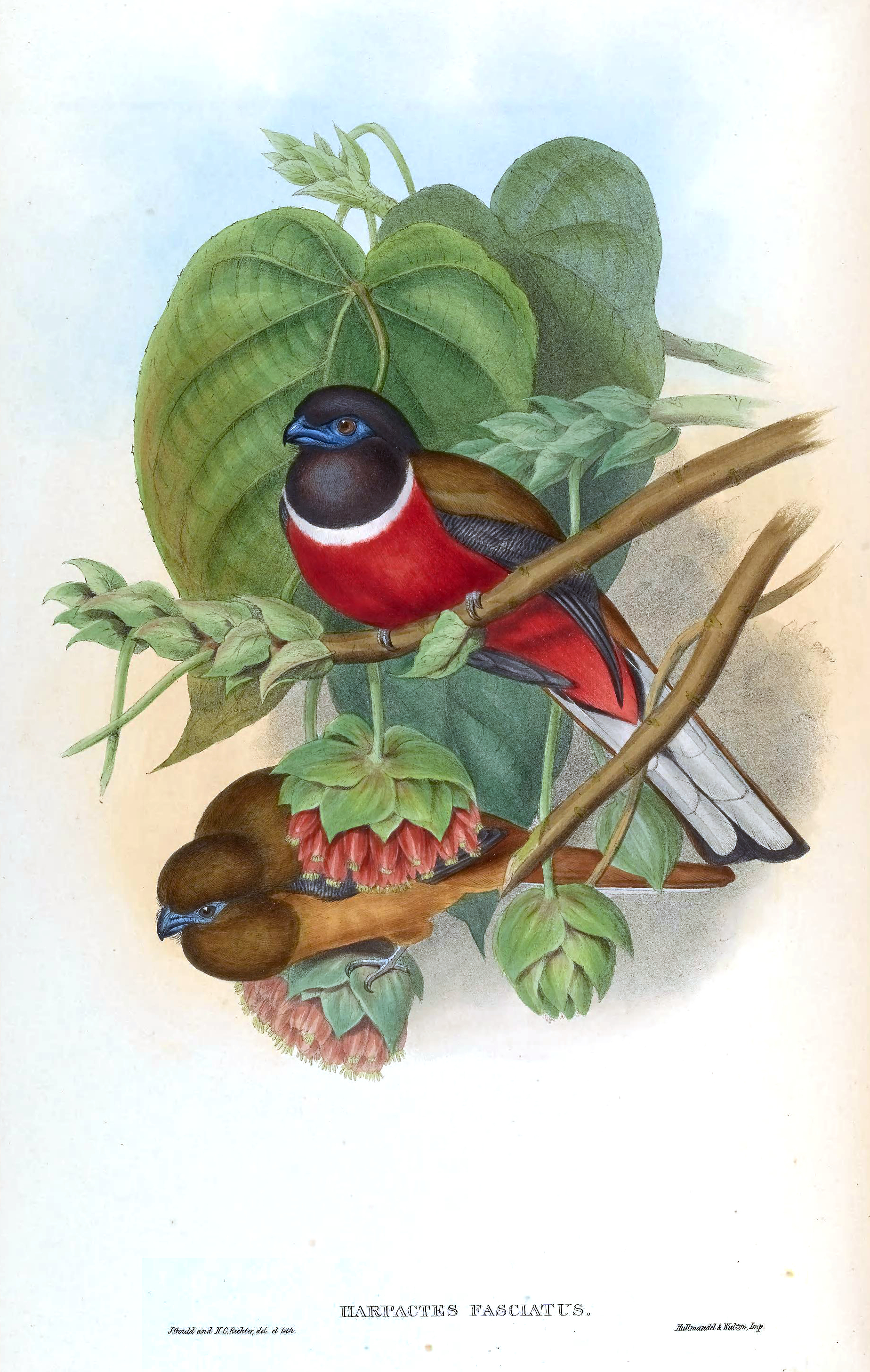
Малюнок Джона Гульда (1854 р.)

Середня довжина птаха становить 31 см. Як і більшість трогонів, малабарський трогон має яскраве забарвлення. Виду притаманний статевий диморфізм. Самці мають темно-сіру голову і шию. На шиї біле кільце, що відділяє голову від малинових грудей. Спина оливково-коричневого або каштанового кольору. Покривні пера на крилах чорні, з білими смужками. На хвості є 12 довгих стернових пер. Центральні стернові пера каштанові з чорними кінчиками, нижня сторона хвоста біла.
У самиць голова темно-коричневого кольору, біле кільце на шиї відсутнє, спина оливково-коричнева, груди кольору охри. І у самців, і у самиць дзьоб блакитний, як і гола шкіра навколо очей. Райдужка темно-коричнева, лапи блакитнуваті. Навколо ніздрів ростуть ниткоподібні пера. Лапи гетеродактильні, характерні для трогонів: два пальці направлені вперед, два — назад.

## Поширення й екологія
Малабарський трогон мешкає в Індії (на Малабарському узбережжі, в Західних Гатах, в деяких частинах Східних Гат і на Деканському плато), а також на Шрі-Ланці. Він Живе в густих тропічних лісах.

## Підвиди
Виділяють три підвиди малабарського трогона:
- H. f. fasciatus (Pennant, 1769) — Шрі-Ланка
- H. f. malabaricus (Gould, 1834) — Південно-західна Індія
- H. f. legerli Koelz, 1939 — Центральна Індія[13]

Забарвлення підвидів дещо відмінне: самці номінативного підвиду мають темно-сіру голову, а самці підвиду H. f. malabaricus мають чорну голову.

## Поведінка
Малабарські трогони харчуються майже виключно комахами, однак шрі-ланкійські птахи іноді доповнюють свій раціон насінням. В лісах Шрі-Ланки малабарських трогонів часто помічали в різновидових зграях. Дослідження, проведене в Кералі показало, що самці харчуються на деревах, на висоті 5-10 м, тоді як самки часто шукають комах нижче. Іноді малабарські трогони спускаються на землю і шукають комах в опалому листі. Вони сидять на деревах подібно дятлам, впираючись хвостом в стовбур. Здатні висіти на деревах вниз головою. Комах часто розтирають або б'ють по дереву, утримуючи в дзьобі, перед тим як проковтнути, або нагодувати пташенят. Літають малабарські трогони хоч і досить швидко, але неохоче.
Сезон розмноження триває в Індії з лютого по травень (до початку сезону дощів), а на Шрі-Ланці-з березня по червень. Гніздо будують в гнилих деревах або пнях. Самка і самець по черзі розколупують гнилу деревину, утворюючи дупло. Побудова гнізда може тривати кілька місяців. Травою або чимось подібним гніздо не встилають: яйця лежать на деревині. В кладці 2-3 яйця, які відкладають з перервою у кілька днів. Насиджують яйця самка і самець по черзі, причому самка зазвичай насиджує вночі. Інкубаційний період триває 19 днів. Пташенят годують спершу гусінню, згодом клопами, мухами й прямокрилими. Батьки годують пташенят впродовж 5-6 місяців. Малабарські трогони- моногамні птахи, зберігають пару впродовж кількох сезонів.
На малабарських трогонах паразитує ендопаразитна цестода Triaenorhina burti.

## Збереження
Це численний і поширений вид птахів. МСОП вважає його таким, що не потребує особливих заходів зі збереження. Однак популяція й ареал малабарського трогона скорочується: на початку XX століття він був поширений на півдні штату Гуджарат, де нині є рідкісним.